# Unione Sportiva Livorno 1969-1970
Questa pagina raccoglie le informazioni riguardanti l'Unione Sportiva Livorno nelle competizioni ufficiali della stagione 1969-1970.

## Stagione
Nella stagione 1969-1970 la poltrona presidenziale del club amaranto è passata prima a Gastone Vivaldi e poi a Vito Cionini. L'Unione Sportiva Livorno è un porto di mare in questi anni, e non ci sarebbe niente di male, vista la posizione e la vocazione della città, ma nel calcio il continuo andirivieni a livello dirigenziale, non giova alla causa. In panchina viene confermato Aldo Puccinelli, la campagna acquisti porta in maglia amaranto Novilio Bruschini, Roberto Badiani, Paolino Stanzial e Luigi Martini. Se ne vanno Roberto Rigotto ed il giovane Pino Papadopulo viene ceduto alla Lazio. Dopo le tre partite di Coppa Italia, una sconfitta e due pareggi, il campionato inizia male, la prima vittoria si concretizza alla sesta giornata, viene meno la fiducia nell'allenatore Aldo Puccinelli. Gli subentra la gloria livornese Armando Picchi che come calciatore ha da poco appeso le scarpe al chiodo. Con lui arrivano dodici partite senza sconfitte ed un discreto nono posto in classifica.

## Rosa
| N. |                   | Ruolo | Calciatore          |
| -- | ----------------- | ----- | ------------------- |
|    | Italia (bandiera) | A     | Enrico Albrigi      |
|    | Italia (bandiera) | C     | Claudio Azzali      |
|    | Italia (bandiera) | C     | Roberto Badiani     |
|    | Italia (bandiera) | D     | Bruno Baiardo       |
|    | Italia (bandiera) | C     | Raffaele Battistini |
|    | Italia (bandiera) | P     | Renato Bellinelli   |
|    | Italia (bandiera) | D     | Novilio Bruschini   |
|    | Italia (bandiera) | D     | Vittorio Calvani    |
|    | Italia (bandiera) | C     | Mario Chirchetti    |
|    | Italia (bandiera) | A     | Costantino Fava     |
|    | Italia (bandiera) | D     | Aurelio Filippi     |
|    | Italia (bandiera) | P     | Roberto Gori        |

| N. |                   | Ruolo | Calciatore          |
| -- | ----------------- | ----- | ------------------- |
|    | Italia (bandiera) | A     | Ulisse Gualtieri    |
|    | Italia (bandiera) | C     | Giuseppe Lorenzetti |
|    | Italia (bandiera) | D     | Piero Maggini       |
|    | Italia (bandiera) | D     | Luigi Martini       |
|    | Italia (bandiera) | D     | Mauro Niccolai      |
|    | Italia (bandiera) | C     | Vincenzo Rosito     |
|    | Italia (bandiera) | A     | Bruno Santon        |
|    | Italia (bandiera) | D     | Paolino Stanzial    |
|    | Italia (bandiera) | P     | Doriano Vannoni     |
|    | Italia (bandiera) | C     | Luciano Zanardello  |
|    | Italia (bandiera) | C     | Zino Zani           |

## Risultati

### Serie B

#### Girone di andata
| Arbitro: | Campanini (Finale Emilia) |

|                        |           |  |
| Corradi 84’ Braida 87’ | Marcatori |  |

| Livorno 21 settembre 1969 2ª giornata | Livorno       | 0 – 0 | Arezzo | Stadio Comunale\| Arbitro: \| Motta (Monza) \| |
| Arbitro:                              | Motta (Monza) |       |        |                                                |

| Arbitro: | Porcelli (Lodi) |

|                           |           |            |
| Roffi 39’ (rig.) Lodi 69’ | Marcatori | 23’ Santon |

| Livorno 5 ottobre 1969 4ª giornata | Livorno            | 0 – 0 | Perugia | Stadio Comunale\| Arbitro: \| Lazzaroni (Milano) \| |
| Arbitro:                           | Lazzaroni (Milano) |       |         |                                                     |

| Arbitro: | Trono (Torino) |

|              |           |            |
| Cattaneo 12’ | Marcatori | 32’ Santon |

| Arbitro: | Mascali (Desenzano del Garda) |

|            |           |  |
| Santon 76’ | Marcatori |  |

| Arbitro: | Barbaresco (Cormons) |

|            |           |             |
| Santon 53’ | Marcatori | 58’ Aristei |

| Arbitro: | De Marchi (Pordenone) |

|           |           |  |
| Baisi 71’ | Marcatori |  |

| Livorno 16 novembre 1969 9ª giornata | Livorno                      | 0 – 0 | Monza | Stadio Comunale\| Arbitro: \| De Robbio (Torre Annunziata) \| |
| Arbitro:                             | De Robbio (Torre Annunziata) |       |       |                                                               |

| Arbitro: | Michelotti (Parma) |

|               |           |  |
| Ciclitira 90’ | Marcatori |  |

| Arbitro: | Panzino (Catanzaro) |

|               |           |  |
| Gualtieri 36’ | Marcatori |  |

| Arbitro: | Trinchieri (Reggio Emilia) |

|                |           |              |
| Lorenzetti 48’ | Marcatori | 45’ Cardillo |

| Arbitro: | Campanini (Finale Emilia) |

|            |           |  |
| Beretti 1’ | Marcatori |  |

| Livorno 21 dicembre 1969 14ª giornata | Livorno         | 0 – 0 | Mantova | Stadio Comunale\| Arbitro: \| Serafino (Roma) \| |
| Arbitro:                              | Serafino (Roma) |       |         |                                                  |

| Arbitro: | Gussoni (Tradate) |

|                     |           |            |
| Tentorio 49’ (rig.) | Marcatori | 58’ Santon |

| Arbitro: | Pieroni (Roma) |

|  |           |              |
|  | Marcatori | 63’ Vallongo |

| Cesena 11 gennaio 1970 17ª giornata | Cesena               | 0 – 0 | Livorno | Stadio La Fiorita\| Arbitro: \| Barbaresco (Cormons) \| |
| Arbitro:                            | Barbaresco (Cormons) |       |         |                                                         |

| Catania 18 gennaio 1970 18ª giornata | Catania            | 0 – 0 | Livorno | Stadio Cibali\| Arbitro: \| Stagnoli (Bologna) \| |
| Arbitro:                             | Stagnoli (Bologna) |       |         |                                                   |

| Arbitro: | Trono (Torino) |

|            |           |  |
| Santon 48’ | Marcatori |  |

#### Girone di ritorno
| Livorno 1º febbraio 1970 20ª giornata | Livorno             | 0 – 0 | Varese | Stadio Comunale\| Arbitro: \| Panzino (Catanzaro) \| |
| Arbitro:                              | Panzino (Catanzaro) |       |        |                                                      |

| Arbitro: | Branzoni (Pavia) |

|                |           |                 |
| Bertarelli 39’ | Marcatori | 72’ (rig.) Fava |

| Arbitro: | Motta (Monza) |

|                            |           |  |
| Santon 29’ (rig.) Fava 88’ | Marcatori |  |

| Arbitro: | Gialluisi (Barletta) |

|  |           |                      |
|  | Marcatori | 62’ (aut.) Bacchetta |

| Livorno 1º marzo 1970 24ª giornata | Livorno           | 0 – 0 | Atalanta | Stadio Comunale\| Arbitro: \| Possagno (Torino) \| |
| Arbitro:                           | Possagno (Torino) |       |          |                                                    |

| Arbitro: | Mascali (Desenzano del Garda) |

|  |           |             |
|  | Marcatori | 81’ Albrigi |

| Arbitro: | Campanini (Finale Emilia) |

|  |           |               |
|  | Marcatori | 33’, 59’ Fava |

| Arbitro: | Carminati (Milano) |

|                               |           |  |
| Zanardello 7’ Fava 57’ (rig.) | Marcatori |  |

| Monza 5 aprile 1970 28ª giornata | Monza                 | 0 – 0 | Livorno | Stadio Gino Alfonso Sada\| Arbitro: \| De Marchi (Pordenone) \| |
| Arbitro:                         | De Marchi (Pordenone) |       |         |                                                                 |

| Arbitro: | Gialluisi (Barletta) |

|  |           |               |
|  | Marcatori | 75’ Ciclitira |

| Arbitro: | Mascali (Desenzano del Garda) |

|              |           |                           |
| Galletti 42’ | Marcatori | 28’ Badiani 36’ Gualtieri |

| Terni 26 aprile 1970 31ª giornata | Ternana         | 0 – 0 | Livorno | Stadio Libero Liberati\| Arbitro: \| Canova (Milano) \| |
| Arbitro:                          | Canova (Milano) |       |         |                                                         |

| Arbitro: | Motta (Monza) |

|                                                            |           |             |
| Albrigi 28’ Santon 56’ (rig.) Zanardello 78’ Gualtieri 89’ | Marcatori | 51’ Beretti |

| Arbitro: | De Marchi (Pordenone) |

|            |           |  |
| Ossola 11’ | Marcatori |  |

| Arbitro: | Bernardis (Roma) |

|                                 |           |  |
| Badiani 13’ Stanzial 83’ (rig.) | Marcatori |  |

| Arbitro: | Fuschi (Pescara) |

|                                   |           |  |
| Perucconi 7’, 85’ Toschi 23’, 90’ | Marcatori |  |

| Arbitro: | Lattanzi (Roma) |

|  |           |              |
|  | Marcatori | 60’ Ferrario |

| Livorno 7 giugno 1970 37ª giornata | Livorno        | 0 – 0 | Catania | Stadio Comunale\| Arbitro: \| Monti (Ancona) \| |
| Arbitro:                           | Monti (Ancona) |       |         |                                                 |

| Arbitro: | Barbaresco (Cormons) |

|                                      |           |            |
| Mola 12’ Maioli 28’ (rig.) Bigon 53’ | Marcatori | 65’ Santon |

### Coppa Italia
| Arbitro: | Calì (Roma) |

|                        |           |          |
| Tonoli 3’ Toffanin 48’ | Marcatori | 80’ Fava |

| Viareggio 3 settembre 1969 2ª giornata | Livorno                     | 0 – 0 | Arezzo | Stadio dei Pini\| Arbitro: \| Moretto (San Donà di Piave) \| |
| Arbitro:                               | Moretto (San Donà di Piave) |       |        |                                                              |

| Livorno 7 settembre 1969 3ª giornata | Livorno         | 0 – 0 | Fiorentina | Stadio Comunale\| Arbitro: \| Lattanzi (Roma) \| |
| Arbitro:                             | Lattanzi (Roma) |       |            |                                                  |

## Statistiche

### Statistiche di squadra
| Competizione | Punti | In casa | In casa | In casa | In casa | In casa | In casa | In trasferta | In trasferta | In trasferta | In trasferta | In trasferta | In trasferta | Totale | Totale | Totale | Totale | Totale | Totale | DR |
| Competizione | Punti | G       | V       | N       | P       | Gf      | Gs      | G            | V            | N            | P            | Gf           | Gs           | G      | V      | N      | P      | Gf     | Gs     | DR |
| ------------ | ----- | ------- | ------- | ------- | ------- | ------- | ------- | ------------ | ------------ | ------------ | ------------ | ------------ | ------------ | ------ | ------ | ------ | ------ | ------ | ------ | -- |
| Serie B      | 38    | 19      | 7       | 9       | 3       | 15      | 6       | 19           | 4            | 7            | 8            | 11           | 19           | 38     | 11     | 16     | 11     | 26     | 25     | +1 |
| Coppa Italia | 2     | 2       | 0       | 2       | 0       | 0       | 0       | 1            | 0            | 0            | 1            | 1            | 2            | 3      | 0      | 2      | 1      | 1      | 2      | -1 |
| Totale       |       | 21      | 7       | 11      | 3       | 15      | 6       | 20           | 4            | 7            | 9            | 12           | 21           | 41     | 11     | 18     | 12     | 27     | 27     | 0  |

### Statistiche dei giocatori
| Giocatore     | Serie B  | Serie B | Coppa Italia | Coppa Italia | Totale   | Totale |
| Giocatore     | Presenze | Reti    | Presenze     | Reti         | Presenze | Reti   |
| ------------- | -------- | ------- | ------------ | ------------ | -------- | ------ |
| E. Albrigi    | 31       | 2       | 2            | 0            | 33       | 2      |
| C. Azzali     | 16       | 0       | 3            | 0            | 19       | 0      |
| R. Badiani    | 18       | 2       | -            | -            | 18       | 2      |
| B. Baiardo    | 30       | 0       | 1            | 0            | 31       | 0      |
| R. Battistini | 14       | 0       | -            | -            | 14       | 0      |
| R. Bellinelli | 20       | -13     | 3            | -2           | 23       | -15    |
| N. Bruschini  | 36       | 0       | 3            | 0            | 39       | 0      |
| V. Calvani    | 22       | 0       | -            | -            | 22       | 0      |
| M. Chirchetti | 1        | 0       | -            | -            | 1        | 0      |
| C. Fava       | 27       | 5       | 3            | 0            | 30       | 5      |
| A. Filippi    | 2        | 0       | -            | -            | 2        | 0      |
| R. Gori       | 16       | -4      | -            | -            | 16       | -4     |
| U. Gualtieri  | 29       | 3       | 3            | 0            | 32       | 3      |
| G. Lorenzetti | 22       | 1       | 3            | 0            | 25       | 1      |
| P. Maggini    | 8        | 0       | -            | -            | 8        | 0      |
| L. Martini    | 27       | 0       | 3            | 0            | 30       | 0      |
| M. Niccolai   | 14       | 0       | 3            | 0            | 17       | 0      |
| V. Rosito     | 8        | 0       | -            | -            | 8        | 0      |
| B. Santon     | 20       | 9       | 3            | 1            | 23       | 10     |
| P. Stanzial   | 25       | 1       | -            | -            | 25       | 1      |
| D. Vannoni    | 5        | -8      | -            | -            | 5        | -8     |
| L. Zanardello | 25       | 2       | 3            | 0            | 28       | 2      |
| Z. Zini       | 33       | 0       | 3            | 0            | 36       | 0      |